# Solikamskij rajon
Il Solikamskij rajon (in russo Соликамский район?) è un municipal'nyj rajon (муниципальный округ) del Territorio di Perm', in Russia; il centro amministrativo è la città di Solikamsk, che non fa parte del distretto.
Il distretto è attraversato dal fiume Kama.